# Tharra arca
Tharra arca är en insektsart som beskrevs av Nielson 1975. Tharra arca ingår i släktet Tharra och familjen dvärgstritar. Inga underarter finns listade i Catalogue of Life.